# 세단 핵 실험

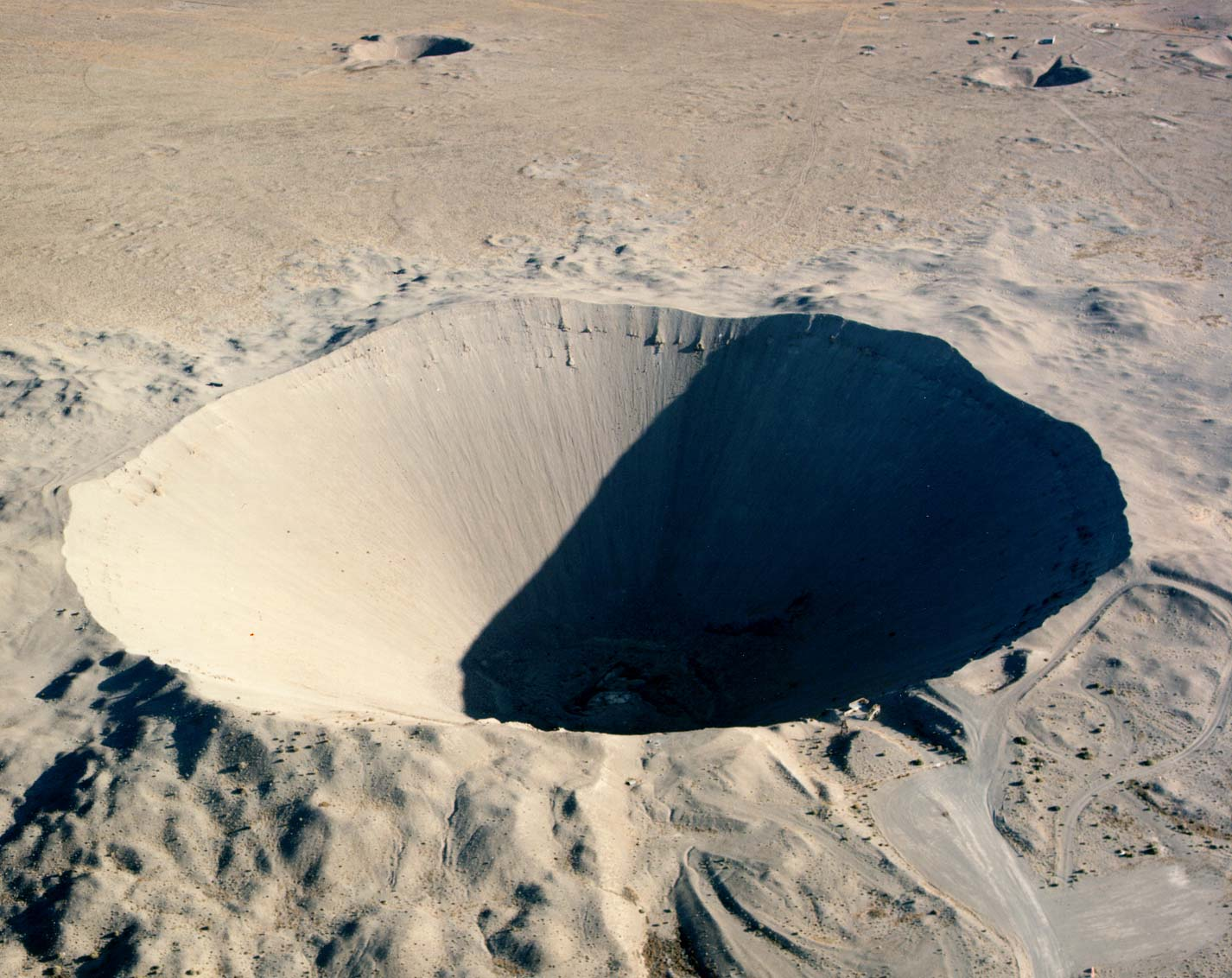
세단 핵 실험으로 생긴 크레이터

세단 핵 실험(Sedan nuclear test)은 미국이 1962년 7월 6일 네바다 핵 실험장에서 실시한 핵 실험이다.

## 역사
탄광 채굴 등 민간용 목적의 핵폭탄 사용을 조사하기 위해 실험했다.
네바다 사막을 드릴로 194m 깊이로 팠다. 수소폭탄의 핵출력은 104kt이었다. 폭발 3초 후에 11,000,000t의 모래가 터져나갔다. 깊이 100m, 직경 390m의 크레이터가 생겼다. 리히터 규모 4.75의 인공지진이 발생했다.